# Рохас, Диего де
Диего де Рохас (исп. Diego de Rojas, 1500, Бургос — 1544) — испанский конкистадор, родился в городе Бургос.
В 1516 году совершил плавание в Америку в город Санта-Доминго. В 1522 году под командованием Эрнана Кортеса совершил поход в Мексику, впоследствии находился в отряде конкистадора Педро де Альварадо, участвуя в завоевании территорий современных Мексики, Гватемалы и Сальвадора. После второго основания Сан-Сальвадора в 1528 году, он был отправлен вместе с другими капитанами, чтобы закончить завоевание территории современного Сальвадора. В 1529 году он начал завоевание восточной части этой нынешней страны, которую контролировали индейцы ленка.
В 1536 году Рохас отправился в Перу в составе сил, посланных в помощь для Франсиско Писарро для завоевания Империи Инков. В 1538—1539 годах он участвовал в завоевании области Чаркас в Боливии. После основания города Ла-Плата Рохас стал первым его губернатором. Вместе с Лопе де Агирре исследовал территорию индейцев Чунчос.
В 1543 году по приказу губернатора Кристобаля Вака де Кастро исследовал территорию Рио-де-ла Платы. Рохас был первым испанцем, прибывшим в нынешнюю провинцию Сантьяго-дель-Эстеро. Основная заслуга его экспедиции — исследование всего региона Тукуман до Кордовы. Экспедиция Рохаса позволила обнаружить неизвестные раннее испанцам коренные народы, которые населяли эти территории: кальхаки, диагита, тонокоте, лулес и комечоны.
Диего де Рохас скончался в 1544 году в городе Сантьяго-дель-Эстеро от последствий ранения отравленной стрелой. После смерти Рохаса его отряд разделился на две части. Одна часть под командованием Фелипе Гутьеррес, продолжила путь в Чили. Другая группа, возглавляемая Франсиско де Мендосой, продолжить путь на юг.
Необходимо отметить, что экспедиция Диего де Рохаса в Тукуман стало началом завоевания и исследования аргентинского северо-запада, которое заложило основы для последующего завоевания и колонизации Хуана Нуньеса де Прадо, продолженного Франсиско де Агирре. Из участников экспедиции Рохаса двадцать восемь вернулись позже с Нуньесом де Прадо.